# Akira Narahashi
Akira Narahashi (n. 26 noiembrie 1971) este un fost fotbalist japonez.

## Statistici
| Japonia | Japonia | Japonia |
| An      | Meciuri | Goluri  |
| ------- | ------- | ------- |
| 1994    | 1       | 0       |
| 1995    | 9       | 0       |
| 1996    | 0       | 0       |
| 1997    | 13      | 0       |
| 1998    | 9       | 0       |
| 1999    | 0       | 0       |
| 2000    | 0       | 0       |
| 2001    | 0       | 0       |
| 2002    | 2       | 0       |
| 2003    | 4       | 0       |
| Total   | 38      | 0       |